# Faltyjanki
Faltyjanki est un village polonais de la voïvodie de Varmie-Mazurie, dans le powiat d'Ostróda.